# Gentien d'Amboise
Pour les articles homonymes, voir Gentien (homonymie).
Gentien d'Amboise (né à Blois, mort à Toulouse le 14 janvier 1576) est un ecclésiastique issu de la maison d'Amboise qui fut évêque de Tarbes de 1556 à 1576.

## Biographie
Gentien, parfois latinisé en Gentianus, est le fils illégitime de Jean IV d'Amboise, fondateur de la lignée des Bussy d'Amboise. Destiné à une carrière ecclésiastique, il est protonotaire apostolique et vicaire général de l'abbé de l'Escaladieu dans le diocèse de Tarbes lorsqu'il est nommé en 1556 évêque de Tarbes ; son épiscopat correspond au paroxysme des guerres de religion dans la région. 
Le siège épiscopal était vacant depuis 1549 par la volonté de Jeanne d'Albret acquise aux idées de la réforme protestante. De plus, la famille de Grammont toute puissante dans la région rejoint la reine de Navarre à partir de 1560. Un carme prêche la Réforme à Tarbes. Bernard Castilhon, curé d'Asté, est arrêté en août, condamné pour hérésie par le tribunal épiscopal et le Parlement puis étranglé et brûlé dans sa paroisse le 2 septembre de la même année.
De 1562 à 1565, l'évêque trouve refuge à Toulouse. En 1563, il est mis à la tête d'une commission royale chargée de céder les biens ecclésiastiques. En 1568, l'évêque tente d'organiser une riposte et une prise d'armes des catholiques et intervient dans le palais épiscopal qui vient d'être restauré par le prélat. En 1569, les troupes de Gabriel Ier de Montgommery, à l'incitation de la reine de Navarre, dévastent la région. Tarbes est mise quatre fois à sac en cinq ans, les églises dont la cathédrale sont brûlées, le temporel saisi et la mense épiscopale mise en vente.
La paix n'est rétablie qu'en 1574. L'année suivante, le Parlement de Toulouse fait injonction à l'évêque de rétablir son église et sa cathédrale mais il meurt le 1er janvier 1576 à Toulouse et est inhumé dans le cloitre de Saint-Sernin de Toulouse.